# ضريبة الصندوق القومي الفلسطيني
ضريبة الصندوق القومي الفلسطيني هي ضريبة إضافية في ليبيا، فرضت بموجب القانون رقم 67 لسنة 1970 على الدخل من المرتبات والأجور وما في حكمها التي يتقاضاها الموظفون والعمال الفلسطينيون ومن هم من أصل فلسطيني عن عملهم في ليبيا.

## الغرض من فرضها
تخصص القيمة للصندوق القومي الفلسطيني وتحول شهربا بواسطة وزارة المالية ، حيث يهدف هذا الصندوق لتمويل منظمة التحرير الفلسطينية.

## سعر الضريبة
تستقطع الضريبة بنسبة 6% من إجمالي ما يتقاضاه الموظفون والعمال القلسطينيون أو من هم من أصل فلسطيني من مرتبات واجور وما في حكمها  بعد خصم استقطاعي الضمان والتضامن الاجتماعي. وتم رفع النسبة الي 7% بموجب قرار الأمانة العامة لمؤتمر الشعب العام رقم 7 لسنة 1979م برفع نسبة ضريبة التحرير المفروضة على العاملين الفلسطينيين بليبيا.

## أنظر أيضا
- مصلحة الضرائب الليبية.
- ضرائب الدخل في ليبيا.
- اقتصاد ليبيا
- ضريبة الجهاد
- الضرائب في ليبيا

## روابط خارجية
- مصلحة الضرائب الليبية.
- الصندوق القومي الفلسطيني.